# Sân bay Leipzig-Altenburg
Sân bay Leipzig-Altenburg, tên gọi cho đến tháng 2 năm 2008 là Altenburg-Nobitz Airport (IATA: AOC, ICAO: EDAC) là một sân bay Đức, nằm6 km về phía đông nam của Altenburg và 42 km về phía nam của Leipzig ở bang Thuringia. Đây là sân bay lớn thứ 3 ở Thuringia. Năm 2007, sân bay này phục vụ 140.000 lượt khách.
Sân bay này được xây năm 1913. Sân bay Leipzig-Altenburg là một sân bay quân sự Nga từ năm 1945 đến năm 1992. 

## Các hãng hàng không và tuyến bay

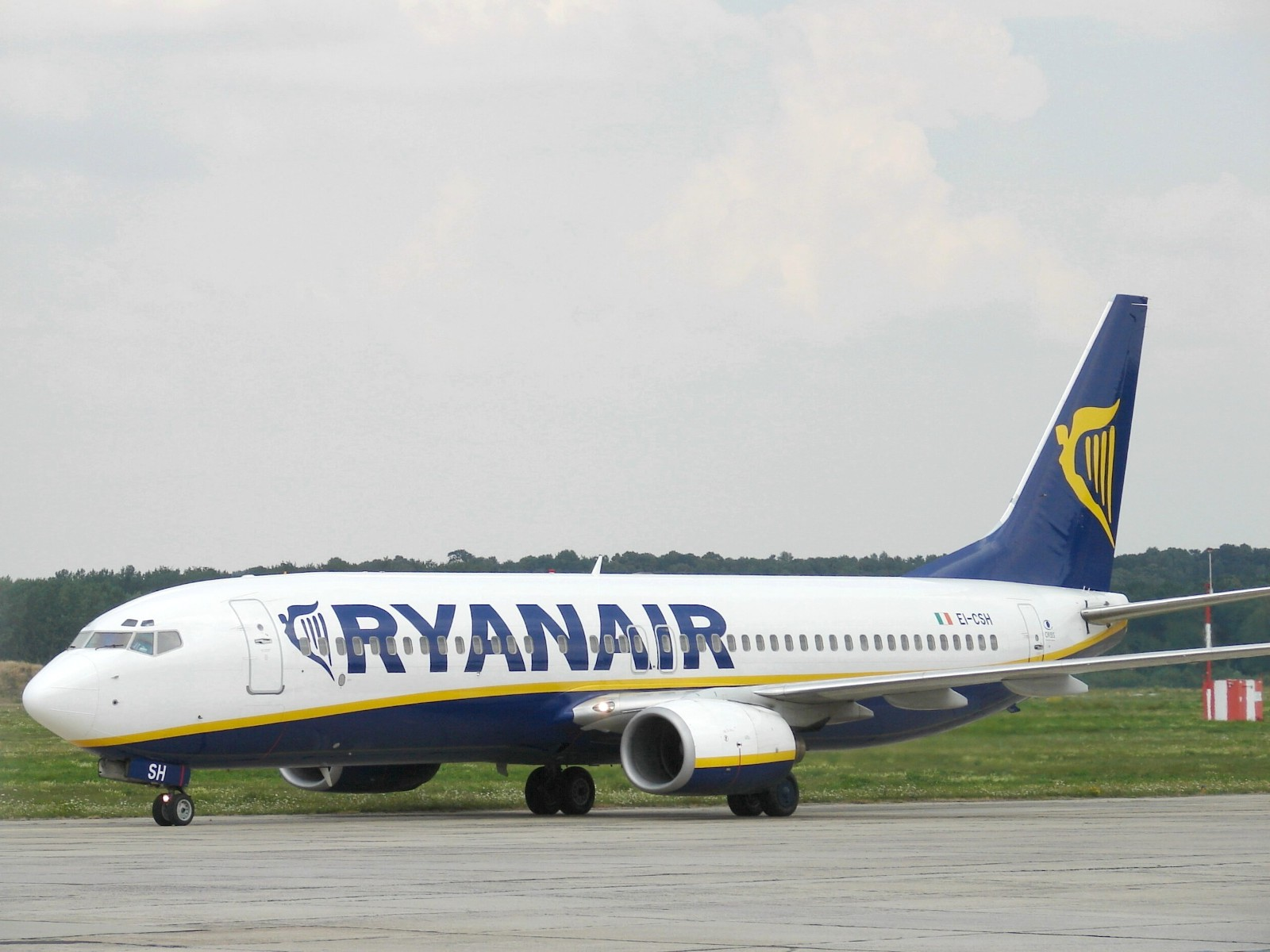
Ryanair B737-800

- Ryanair (Girona, London-Stansted)